# Verbiţa
Verbiţa es una comuna ubicada en el distrito de Dolj, Rumania.

## Superficie
Posee una superficie de 45,18 kilómetros cuadrados.

## Demografía
Hasta 2021 la población era de 1056 habitantes, con una densidad de población de 23,37 habitantes por kilómetro cuadrado.